# Documentaire fotografie
Documentaire fotografie is fotografie die de werkelijkheid documenteert. Het is een vorm van fotografie waarin foto's gemaakt worden om het bestaan van iets vast te leggen als tijdsdocument of als middel om maatschappijkritiek te leveren.
Documentaire fotografie wordt zowel door professionele persfotografen als door vrijetijdsfotografen beoefend. Behalve ter registratie van bestaande infrastructuur en dergelijke kan de fotograaf ook gemotiveerd zijn om te waarschuwen of te sensibiliseren, bijvoorbeeld dat iets verloren dreigt te gaan.
Terwijl fotojournalistiek het laatste nieuws en recente evenementen behandelt, diept documentaire fotografie typisch een specifiek onderwerp uit in een thematische reeks. Bij documentaire fotografie probeert de fotograaf dus de werkelijkheid te documenteren op een verhalende manier. Dat kan in een enkele foto, maar vaak wordt er ook met complete reportages gewerkt. Daarbij speelt iedere individuele foto een belangrijke rol in het totale verhaal. De fotograaf bevriest letterlijk op dat moment zijn visie en deelt deze met de rest van de wereld. Wanneer het de bedoeling is om mensen te mobiliseren om sociaal onrecht aan te klagen en maatschappijkritiek te leveren, dan spreekt men van sociale fotografie of sociaaldocumentaire fotografie.

## Bekende Belgische documentair fotografen
- Vincen Beeckman (1973)
- Thomas Chable (1962)
- Filip Claus (1957)
- Carl De Keyzer (1958)
- Bieke Depoorter (1987)
- Tim Dirven (1968)
- Gilbert Fastenaekens (1955)
- Christine Felten (1950)
- Martine Franck (1938-2012)
- Cédric Gerbehaye (1977)
- Brigitte Grignet (1968)
- Harry Gruyaert (1941)
- Nick Hannes (1974)
- Philippe Herbet (1964)
- Viviane Joakim
- Gert Jochems (1969)
- Jimmy Kets (1979)
- Jan Locus
- Chantal Maes (1965)
- Véronique Massinger (1947)
- Arno Roncada (1973)
- Jacques Sonck (1949)
- Marie Sordat
- Bruno Stevens (1959)
- Dieter Telemans (1971)
- Marc Trivier (1960)
- Gaël Turine (1972)
- Michel Vanden Eeckhoudt (1947)
- Stephan Vanfleteren (1969)
- John Vink (1948)